# Ailanganjärvi
Ailanganjärvi är en sjö i Finland. Den ligger i kommunen Kemijärvi i landskapet Lappland, i den norra delen av landet, 700 km norr om huvudstaden Helsingfors. Ailanganjärvi ligger 213,7 meter över havet. Arean är 62,3 hektar och strandlinjen är 5,09 kilometer lång. Sjön  ingår i Kemi älvs huvudavrinningsområde. 